# Dmitry Tursunov
Dmitry Igorevich Tursunov é um jogador profissional de tênis. Dmitry nasceu em Moscou no dia 12 de dezembro de 1982. Mudou-se da Rússia aos 12 anos, indo para os Estados Unidos em busca do sucesso em sua carreira como tenista. Vive no estado da Califórnia desde então. 
Foi introduzido ao tênis pelo pai, Igor Tursunov, antigo engenheiro de um Instituto de Pesquisas Nuclrares, que abandonou o emprego e agora atua como treinador, além de revender materiais esportivos. A mãe de Dmitry, Svetlana Tursunov, trabalha como contadora. Seu irmão mais velho Dennis, sete anos mais velho, ajuda o pai.
Encerrou o ano de 2011 como o número 40 do mundo.

## Perfil
Atualmente, Dmitry é um dos jogadores russos de maior projeção no circuito internacional de tênis, ao lado de Marat Safin, Maria Sharapova e Elena Dementieva. Tursunov tem um desempenho especialmente bom em quadras rápidas, mais adequadas as suas características de jogo. Gosta de jogar no fundo da quadra, de onde pode utilizar uma ampla gama de potentes jogadas de direita.

## Curiosidades
Entre suas preferências, destacam-se a música eletrônica, o cinema, os carros esportivos e o mundo do esporte em geral.
Dmitry recentemente atraiu a atenção de milhares de fãs de tênis através de seu blog no site oficial da ATP. A página, que combinava sarcasmo com relatos do dia-a-dia de diversos tenistas, foi eleito como "Escolha do Editor" e promovido a blog permanente.

## Desempenho em Torneios

### Simples

#### Finais Vencidas (7)
| Legenda                                                     |
| Grand Slam (0)                                              |
| Tennis Masters Cup ATP World Tour Finals (0)                |
| ATP Masters Series ATP World Tour Masters 1000 (0)          |
| ATP International Series Gold ATP World Tour 500 Series (0) |
| ATP International Series ATP World Tour 250 Series (7)      |

| Títulos por superfície |
| Dura (5)               |
| Grama (2)              |
| Saibro (0)             |
| Carpete (0)            |

| Nr. | Data                   | Torneio                         | Superfície | Adversário na Final | Resultado        |
| 1.  | 25 de Setembro de 2006 | Mumbai, Índia                   | Dura       | Tomáš Berdych       | 6–3, 4–6, 7–6(5) |
| 2.  | 29 de Julho de 2007    | Indianapolis, EUA               | Dura       | Frank Dancevic      | 6–4, 7–5         |
| 3.  | 30 de Setembro de 2007 | Bangkok, Tailândia              | Dura       | Benjamin Becker     | 6–2, 6–1         |
| 4.  | 12 de Janeiro de 2008  | Sydney, Austrália               | Dura       | Chris Guccione      | 7–6(3), 7–6(4)   |
| 5.  | 5 de Outubro de 2008   | Metz, França                    | Dura       | Paul-Henri Mathieu  | 7–6(6), 1–6, 6–4 |
| 6.  | 20 de Junho de 2009    | Eastbourne, Reino Unido         | Grama      | Frank Dancevic      | 6–3, 7–6(5)      |
| 7.  | 18 de Junho de 2011    | 's-Hertogenbosch, Países Baixos | Grama      | Ivan Dodig          | 6–3, 6–2         |

#### Finais Perdidas (2)
| Nr. | Data                | Torneio           | Superfície | Adversário na Final | Resultado     |
| 1.  | 31 de Julho de 2006 | Los Angeles, EUA  | Dura       | Tommy Haas          | 4–6, 7–5, 6–3 |
| 2.  | 20 de Julho de 2008 | Indianapolis, EUA | Dura       | Gilles Simon        | 6–4, 6–4      |

### Duplas

#### Finais Vencidas (5)
| Legenda                                                     |
| Grand Slam (0)                                              |
| Tennis Masters Cup ATP World Tour Finals (0)                |
| ATP Masters Series ATP World Tour Masters 1000 (0)          |
| ATP International Series Gold ATP World Tour 500 Series (2) |
| ATP International Series ATP World Tour 250 Series (3)      |

| Títulos por superfície |
| Dura (4)               |
| Grama (0)              |
| Saibro (0)             |
| Carpete (1)            |

| Nr. | Data                    | Torneio                       | Superfície | Parceiro       | Adversários na Final                  | Resultado        |
| 1.  | 15 de Outubro de 2007   | Moscou, Rússia                | Carpete    | Marat Safin    | Tomáš Cibulec Lovro Zovko             | 6–4, 6–2         |
| 2.  | 24 de Fevereiro de 2008 | Roterdã, Países Baixos        | Dura       | Tomáš Berdych  | Philipp Kohlschreiber Mikhail Youzhny | 7–5, 3–6, [10–7] |
| 3.  | 28 de Fevereiro de 2009 | Dubai, Emirados Árabes Unidos | Dura       | Rik de Voest   | Martin Damm Robert Lindstedt          | 4–6, 6–3, [10–5] |
| 4.  | 26 de Julho de 2009     | Indianapolis, EUA             | Dura       | Ernests Gulbis | Ashley Fisher Jordan Kerr             | 6–4, 3–6, [11–9] |
| 5.  | 24 de Outubro de 2010   | Moscou, Rússia                | Dura       | Igor Kunitsyn  | Janko Tipsarević Viktor Troicki       | 7–6(8), 6–3      |

#### Finais Perdidas (4)
| Nr. | Data                   | Torneio                 | Superfície | Parceiro        | Adversários na Final           | Resultado     |
| 1.  | 23 de Agosto de 2004   | Washington, D.C., EUA   | Dura       | Travis Parrott  | Chris Haggard Robbie Koenig    | 7–6(3), 6–1   |
| 2.  | 19 de Setembro de 2005 | Pequim, China           | Dura       | Mikhail Youzhny | Justin Gimelstob Nathan Healey | 4–6, 6–3, 6–2 |
| 3.  | 26 de Junho de 2006    | Nottingham, Reino Unido | Grama      | Igor Kunitsyn   | Jonathan Erlich Andy Ram       | 6–3, 6–2      |
| 4.  | 10 de Outubro de 2010  | Tóquio, Japão           | Dura       | Andreas Seppi   | Eric Butorac Jean-Julien Rojer | 6–3, 6–2      |